# Typh Barrow

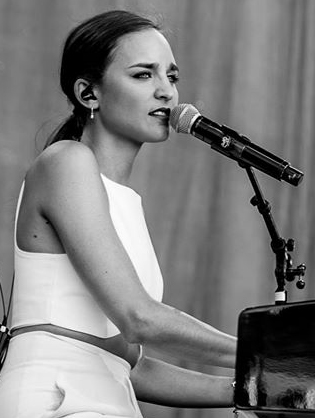
Typh Barrow (2015)

Typh Barrow (* 10. Mai 1987 in Brüssel als Tiffany Baworowski, Künstlername Typhène, kurz Typh, Barrow) ist eine belgische Sängerin, Songwriterin und Pianistin. Ihre Musik mischt Pop und Soul mit Elementen aus Jazz und Blues. Sie wird mit Adele und Amy Winehouse verglichen.

## Biografie
Typh Barrow begann mit fünf Jahren Klavier zu spielen. Mit acht bekam sie Musikunterricht, mit zwölf schrieb sie ihren ersten Song. Ab ihrem vierzehnten Lebensjahr nahm sie Gesangsunterricht. Sie trat in Clubs auf, wo sie ihren späteren Manager François Leboutte kennenlernte.
Ende 2012 erschien ihre erste Single Your Turn, die 2013 eine der meistgespielten Singles der belgischen Radiosender war. Als ihre erste EP erscheinen sollte, versagte ihre Stimme während eines Auftritts wegen einer Zyste an den Stimmbändern, und sie musste mehrere Monate pausieren.
2013 begann Typh Barrow mit durchschlagendem Erfolg, Coverversionen auf YouTube zu veröffentlichen, wobei sie sich selbst auf dem Klavier begleitete. 2014 kam eine Doppel-EP auf den Markt: Time mit eigenen Songs, die sie in Paris, London und New York aufgenommen hatte, und Visions mit Coverversionen.
Infolge des großen Erfolgs der EPs hatte sie zahlreiche Auftritte im belgischen Fernsehen und in ganz Europa, auch bei bekannten Festivals. 2017 und 2018 wurde sie in der belgischen Fernsehsendung „D6bels (Dezibels) on Stage“ unter anderem als „Künstlerin des Jahres“ nominiert. 2018 wurde sie Juror der Fernsehshow „The Voice Belgique“.
Am 18. Januar 2018 erschien Typh Barrows erstes Album RAW mit ausschließlich eigenen Songs, die sie teilweise in den Londoner Abbey Road Studios aufgenommen hatte. Das Album stieg sofort auf Platz eins der belgischen Musikcharts.

## Diskografie

### Studioalben
| Jahr | Titel Musiklabel | Höchstplatzierung, Gesamtwochen, AuszeichnungChartsChartplatzierungen (Jahr, Titel, Musiklabel, Platzierungen, Wochen, Auszeichnungen, Anmerkungen) | Anmerkungen                           |
| Jahr | Titel Musiklabel | BEW | Anmerkungen                           |
| ---- | ---------------- | --- | ------------------------------------- |
| 2018 | Raw Doo Wap      | BEW1 Gold · (131 Wo.)BEW | Erstveröffentlichung: 18. Januar 2018 |
| 2020 | Aloha Doo Wap    | BEW1 Gold · (90 Wo.)BEW | Erstveröffentlichung: 17. Januar 2020 |

### Livealben
| Jahr | Titel Musiklabel        | Höchstplatzierung, Gesamtwochen, AuszeichnungChartsChartplatzierungen (Jahr, Titel, Musiklabel, Platzierungen, Wochen, Auszeichnungen, Anmerkungen) | Anmerkungen                        |
| Jahr | Titel Musiklabel        | BEW | Anmerkungen                        |
| ---- | ----------------------- | --- | ---------------------------------- |
| 2021 | Raw Tour – Live Doo Wap | BEW1 (23 Wo.)BEW | Erstveröffentlichung: 28. Mai 2021 |

### EPs
| Jahr | Titel Musiklabel | Höchstplatzierung, Gesamtwochen, AuszeichnungChartsChartplatzierungen (Jahr, Titel, Musiklabel, Platzierungen, Wochen, Auszeichnungen, Anmerkungen) | Anmerkungen                          |
| Jahr | Titel Musiklabel | BEW | Anmerkungen                          |
| ---- | ---------------- | --- | ------------------------------------ |
| 2014 | Time Doo Wap     | BEW50 (32 Wo.)BEW | Erstveröffentlichung: 20. März 2014  |
| 2014 | Visions Doo Wap  | BEW175 (1 Wo.)BEW | Erstveröffentlichung: 25. April 2014 |

### Singles
| Jahr | Titel Album                 | Höchstplatzierung, Gesamtwochen, AuszeichnungChartsChartplatzierungen (Jahr, Titel, Album, Platzierungen, Wochen, Auszeichnungen, Anmerkungen) | Anmerkungen                                        |
| Jahr | Titel Album                 | BEW | Anmerkungen                                        |
| ---- | --------------------------- | --- | -------------------------------------------------- |
| 2017 | Taboo Raw                   | BEW23 (15 Wo.)BEW | Erstveröffentlichung: 12. September 2017           |
| 2019 | Replace Aloha               | BEW10 (20 Wo.)BEW | Erstveröffentlichung: 28. März 2019                |
| 2019 | Doesn’t Really Matter Aloha | BEW9 (15 Wo.)BEW | Erstveröffentlichung: 20. September 2019           |
| 2020 | Aloha                       | BEW18 (16 Wo.)BEW | Erstveröffentlichung: 17. Januar 2020 feat. Gulaan |
| 2020 | Colour Aloha                | BEW29 (6 Wo.)BEW | Erstveröffentlichung: 19. Juni 2020                |
| 2021 | Damn! You’re Bad Aloha      | BEW18 (15 Wo.)BEW | Erstveröffentlichung: 17. Januar 2021              |
| 2023 | Don’t Let Me Go –           | BEW17 (20 Wo.)BEW | Erstveröffentlichung: 13. Januar 2023              |

Weitere Singles
- 2012: Your Turn
- 2013: Do I Care
- 2014: No Diggity
- 2014: Time
- 2014: To Say Goodbye
- 2016: The Whispers
- 2017: Daddy’s Not Coming Back
- 2018: Hurt
- 2018: The Absence